# 주리비아 대한민국 대사관
주리비아 대한민국 대사관(아랍어: سفارة جمهورية كوريا في ليبيا)은 리비아 트리폴리에 위치하고 있는 대한민국 대사관이다.

## 역사
대한민국은 1978년 1월 23일에 리비아와 영사급 외교 관계를 수립했으며 1980년 12월 29일에 대사급 외교 관계를 수립했다. 대한민국 정부는 1978년 5월 6일에 주트리폴리 대한민국 총영사관을 설립했는데 1980년 12월 29일을 기해 주리비아 대한민국 대사관으로 승격되었다. 리비아 정부는 무아마르 알 카다피 정권(리비아 아랍 자마히리야) 시대였던 1981년 11월 26일에 대한민국 서울에 주한 리비아 국민사무소(주한 리비아 인민사무소, 현재의 주한 리비아 대사관)를 설립했다.
2011년에 일어난 리비아 내전으로 인하여 리비아 반군을 지원해 온 북대서양 조약 기구(NATO, 나토)가 리비아를 공습했다. 이에 대한민국 정부는 2011년 5월 30일에 리비아 트리폴리 주재 대사관을 임시 폐쇄하고 튀니지 제르바섬으로 임시 이전했다. 2011년 8월에는 리비아 반군이 리비아의 수도인 트리폴리를 함락했고 대한민국 정부도 2011년 8월 23일에 공개된 공식 성명을 통해 카다피 정권에 반대하던 세력들이 창설한 리비아 과도국가평의회를 리비아를 대표하는 합법 정부로 공식 승인했다. 2011년 9월 6일에는 주리비아 대한민국 대사관이 트리폴리로 복귀했다. 하지만 대한민국 정부는 2014년 7월 28일에 민병대, 이슬람 무장 조직 간의 교전에 따른 치안 악화로 인하여 주리비아 대한민국 대사관에서 근무하던 일부 공관원들을 튀니지로 임시 철수한다고 결정했다. 또한 2014년 7월 30일에는 리비아를 《여권법》에 따른 여행 금지 국가로 지정했다. 2019년 4월 12일에는 대한민국 정부가 리비아의 정세 불안을 고려하여 주리비아 대한민국 대사관을 튀니지 튀니스에 위치한 임시 사무소로 철수한다고 밝혔다.

## 사건
2010년 6월에는 주리비아 대한민국 대사관에서 근무하던 국가정보원 소속 정보 담당 직원이 카다피 리비아 국가원수 일가, 리비아 정부 요인, 리비아군이 소유한 무기를 비롯한 군사 정보에 대한 첩보 활동을 벌인 사실이 발각되어 리비아 정부로부터 페르소나 논 그라타(Persona non grata, 기피 인물)로 지정되어 추방당하는 사태가 벌어졌다. 이에 리비아 정부는 2010년 6월 24일을 기해 주한 리비아 경제협력사무소의 업무를 중단했다. 그러다가 2010년 10월 1일에 이명박 당시 대한민국 대통령 특사 자격으로 리비아를 방문한 이상득 국회의원이 카다피 리비아 국가원수와의 만남을 통해 대한민국과 리비아 간의 외교 관계 정상화에 합의했고 리비아 정부도 2010년 10월 8일을 기해 주한 리비아 경제협력사무소의 업무를 정상화했다.
2015년 4월 12일에는 리비아 트리폴리에 위치한 대한민국 대사관이 무장 괴한의 총격을 받은 사건이 일어났는데 처음에는 이슬람 수니파 무장 조직인 이라크 레반트 이슬람 국가 트리폴리 지부의 소행으로 추정되었다. 이 사건으로 경비원 2명이 사망하고 1명이 부상을 입었으나 한국인의 피해는 없었다. 대한민국 정부는 성명을 내고 주리비아 대한민국 대사관 공격을 규탄하고 희생자들을 애도한다고 밝혔다. 2015년 4월 14일에 리비아 트리폴리 주재 대한민국 대사관을 튀니지로 잠정 철수한다고 밝혔다. 그러나 외교부가 튀니지에 있다고 밝힌 이종국 주리비아 대사가 사실은 인사발령에 따라 대한민국으로 귀국한 사실이 뒤늦게 드러나 논란을 빚었다. 2015년 5월 25일에는 대한민국 정부가 "리비아 정부로부터 주리비아 대한민국 대사관 총격 사건을 일으킨 범인 2명이 체포되었다는 사실을 통보받았다."고 밝혔다. 리비아 경찰은 조사 결과를 통해 이번 사건은 경비원들과 범인들 간의 개인적인 관계에 따른 소행이며 이라크 레반트 이슬람 국가와의 연계, 정치적인 동기일 가능성은 낮아 보인다고 밝혔다.

## 역대 대사

### 주트리폴리 대한민국 총영사
- 제1대: 허승 (1978년 5월 ~ 1979년 9월)
- 제2대: 민수홍 (1979년 9월 ~ 1981년 4월)

### 주리비아 대한민국 대사
- 제1대: 최상섭 대사 (1981년 4월 ~ 1983년 12월)
- 제2대: 김영섭 대사 (1983년 12월 ~ 1987년 4월)
- 제3대: 이상열 대사 (1987년 4월 ~ 1990년 4월)
- 제4대: 최필립 대사 (1990년 4월 ~ 1993년 6월)
- 제5대: 김승호 대사 (1993년 6월 ~ 1996년 3월)
- 제6대: 공선섭 대사 (1996년 3월 ~ 1999년 3월)
- 제7대: 허방빈 대사 (1999년 3월 ~ 2001년 1월)
- 제8대: 김성엽 대사 (2001년 2월 ~ 2003년 7월)
- 제9대: 김중재 대사 (2003년 7월 ~ 2006년 2월)
- 제10대: 이남수 대사 (2006년 3월 ~ 2008년 10월)
- 제11대: 장동희 대사 (2008년 10월 ~ 2010년 11월)
- 제12대: 조대식 대사 (2011년 2월 ~ 2012년 8월)
- 제13대: 이종국 대사 (2012년 8월 ~ 2015년 3월)
- 제14대: 김영채 대사 (2015년 4월 ~ 2017년 12월)
- 제15대: 최성수 대사 (2018년 1월 ~ 2020년 11월)
- 제16대: 이상수 대사 (2020년 12월 ~ 2023년 12월)
- 제17대: 장제학 대사 (2023년 12월 ~ 현재)

## 같이 보기
- 대한민국-리비아 관계
- 주한 리비아 대사관
- 대한민국의 재외공관 목록
- 리비아 주재 외국공관 목록

### 내용주
1. ↑  리비아 인민사무소(Libyan People's Bureau)는 카다피 정권 시대였던 1979년부터 2011년까지 리비아 정부에서 외국 주재 리비아 대사관을 대신하여 사용한 명칭이다. 그러나 리비아 정부에서는 카다피 정권 시대에 대한민국 주재 공관에 한하여 '리비아 국민사무소'라는 명칭을 사용했는데 이는 반공주의의 영향으로 인하여 인민이라는 단어를 금기시했던 대한민국 정부의 입장을 고려한 것으로 보인다.

### 참고주
1. 1 2  “2018 리비아 개황”. 《대한민국 외교부》. 2018년 12월 28일. 2022년 9월 16일에 확인함.
2. ↑  “[외교문서] 전두환정권, 외신도 통제…지국폐쇄 암시하며 협박”. 《매일경제》. 2017년 4월 11일. 2022년 9월 20일에 원본 문서에서 보존된 문서. 2022년 9월 16일에 확인함.
3. ↑  “주리비아 한국대사관 튀니지로 임시이전(종합)”. 《연합뉴스》. 2011년 5월 30일. 2022년 9월 22일에 확인함.
4. ↑  “리비아 사태 관련 외교부 대변인 성명”. 《대한민국 외교부》. 2011년 8월 23일. 2022년 9월 16일에 확인함.
5. ↑  “정부, 리비아 국가과도위원회 정통성 공식인정”. 《노컷뉴스》. 2011년 8월 23일. 2022년 9월 16일에 확인함.[깨진 링크(과거 내용 찾기)]
6. ↑  “주리비아대사관 트리폴리 복귀”. 《대한민국 외교부》. 2022년 9월 6일. 2022년 9월 22일에 확인함.
7. ↑  “정부, '치안악화' 리비아 대사관 일부인력 임시철수”. 《연합뉴스》. 2014년 7월 28일. 2022년 2월 12일에 확인함.
8. ↑  “리비아에 대한 여권사용제한국(흑색경보: 여행금지) 지정”. 《대한민국 외교부》. 2014년 7월 30일. 2022년 2월 12일에 확인함.
9. ↑  “정부, 리비아 여행금지국 3년만에 재지정”. 《매일경제》. 2014년 7월 30일. 2022년 9월 22일에 원본 문서에서 보존된 문서. 2022년 9월 22일에 확인함.
10. ↑  “내전 리비아 대사관 잠정 철수…교민 4명은 잔류 고수”. 《뉴시스》. 2019년 4월 12일. 2022년 9월 22일에 확인함.
11. ↑  “외교부, '내전격화' 리비아서 공관원 철수…"교민 4명 체류중"”. 《연합뉴스》. 2019년 4월 12일. 2022년 9월 22일에 확인함.
12. ↑  여러 출처:
  - “국정원 직원, '스파이 혐의'로 리비아에서 추방”. 《오마이뉴스》. 2010년 7월 27일. 2022년 9월 16일에 확인함.
  - ““리비아, 국정원 스파이 행위 대가로 10억달러 요구했다””. 《한겨레》. 2010년 8월 4일. 2022년 9월 16일에 확인함.
  - “한국-리비아, 파국까지 갈까”. 《시사저널》. 2010년 8월 3일. 2022년 9월 16일에 확인함.
  - “"리비아 한국외교관 추방 보도 미뤄달라"”. 《미디어오늘》. 2010년 7월 27일. 2022년 9월 16일에 확인함.
  - “리비아측 “안보위협 스파이 활동” 韓 “정상적 정보수집… 오해””. 《세계일보》. 2010년 7월 28일. 2022년 9월 16일에 확인함.
  - “한·리비아 마찰, 국정원 정보수집 때문”. 《머니투데이》. 2010년 7월 27일. 2022년 9월 16일에 확인함.
  - “"국정원 직원, 무기목록 수집하다 적발"”. 《연합뉴스》. 2010년 7월 29일. 2022년 9월 16일에 확인함.
13. ↑  “기로에선 한.리비아 외교마찰..`혼재된 신호'”. 《연합뉴스》. 2010년 8월 4일. 2022년 9월 16일에 확인함.
14. ↑  “한-리비아 이상기류, 국정원 정보수집 때문”. 《한겨레》. 2010년 7월 27일. 2022년 9월 16일에 확인함.
15. ↑  “주한 리비아대표부 107일만에 업무재개”. 《연합뉴스》. 2010년 10월 8일. 2022년 9월 16일에 확인함.
16. ↑  “리비아 韓대사관 피습…IS추정 괴한 총기난사”. 《매일경제》. 2015년 4월 12일. 2022년 9월 22일에 확인함.
17. ↑  “'한국 대사관 공격' 주장 'IS 리비아지부'는?”. 《노컷뉴스》. 2015년 4월 12일. 2022년 9월 22일에 확인함.
18. ↑  “IS, 주 리비아 한국대사관에 총격 테러. 2명 사망. 한국인 사망자 없어”. 《경향신문》. 2015년 4월 12일. 2022년 9월 22일에 확인함.
19. ↑  “주리비아 대사관 공격에 대한 외교부 대변인 논평”. 《대한민국 외교부》. 2015년 4월 13일. 2022년 9월 16일에 확인함.
20. ↑  “정부 "리비아 한국대사관 공격 규탄…희생자 애도"”. 《연합뉴스》. 2015년 4월 13일. 2022년 9월 22일에 확인함.
21. ↑  “정부, '피습 리비아 대사관' 튀니지로 잠정 철수(종합)”. 《연합뉴스》. 2015년 4월 14일. 2022년 9월 22일에 확인함.
22. ↑  “대사관 피습시 튀니지에 있다던 리비아 대사 국내 있었다”. 《연합뉴스》. 2015년 4월 14일. 2022년 9월 22일에 확인함.
23. ↑  “리비아 대사관 피습 당시 대사는 국내 있었다”. 《연합뉴스》. 2015년 4월 14일. 2022년 9월 22일에 확인함.
24. ↑  “정부 "리비아, '한국대사관 공격 용의자' 체포 확인"”. 《연합뉴스》. 2015년 5월 26일. 2022년 9월 22일에 확인함.
25. ↑  “리비아 경찰 "트리폴리 한국대사관 공격한 범인 체포"”. 《아시아투데이》. 2015년 5월 26일. 2022년 9월 22일에 확인함.